# Thylactus lateralis
Thylactus lateralis är en skalbaggsart som beskrevs av Jordan 1894. Thylactus lateralis ingår i släktet Thylactus och familjen långhorningar. Inga underarter finns listade i Catalogue of Life.